# 内田大貴
内田 大貴（うちだ ひろき、1990年12月15日 - ）は、千葉県成田市出身のサッカー選手。ポジションはFW。日本工学院卒業。

## 来歴

### プロ以前
帝京高等学校時代に廣瀬龍や石原孝尚（現INAC神戸レオネッサ監督）の指導を受けている。高校時代の同級生に伊藤竜司、村松知輝、杉谷拳士がいた。
2012年には横浜F・マリノスに練習生として所属していた。

### セロ・ポルテーニョPF
2013年にはパラグアイに渡り、セロ・ポルテーニョPFとプロ契約を結んだ。なお、同国の強豪であるセロ・ポルテーニョとは別クラブである。

### ウアチパト
同年7月21日にはチリのプリメーラ・ディビシオンに所属するCDウアチパトが2013-14シーズンのメンバーとして彼の加入を発表した。背番号は17番。27日のホームで迎えたサンティアゴ・ワンダラーズ戦で77分にカルロス・ラブリンに代えて投入され、プリメーラ・ディビシオン・デ・チレで初出場を飾ったがチームは0-1で敗れた。このチリ1部リーグには2004年に高橋範夫が在籍経験があったものの、彼は出場する事なく退団したため、日本人としての初出場となった。9月8日のコパ・チレ、CDウニベルシダ・デ・コンセプシオン戦ではスターティングイレブンに名を連ね、この試合は0-0の引分に終わった。なお第2試合でウアチパトはコンセプシオンに敗れた。11月12日には同じくコパ・チレの第2ラウンドのデポルテス・テムコ戦が行われ、この試合に彼はフル出場、チームは4-0の快勝を収めた。19日に行われた第2試合でもフル出場を果たし、ホームで2-0で勝利、二戦合計6-0とした。なおこの試合で彼は56分にイエローカードを提示された。ウアチパトで最後に出場したリーグ戦は2013年12月6日に行われたエベルトン・デ・ビニャ・デル・マール戦で、80分にフランシスコ・アルエとの交代での出場であった。ウアチパトではリーグ戦8試合、合計で11試合の出場となった。

### 日本工学院F・マリノス
2014年は日本工学院F・マリノスに所属した。

### デポルティーボ・サンタニ
2015年2月18日にはパラグアイのデポルティーボ・サンタニが1シーズンの契約を締結した事が発表された。この時同時にメキシコ人のアロンソ・コラゾの加入も発表され、チームに所属する僅か2人の外国人のうちの1人となった。7月10日には同クラブとの契約解除が報じられ、その理由はスペイン語での意思疏通が難しかった事にあった。同時に彼は日本に帰国できない事も報じられ、代理人が選手を捨てた事にあると報じられた。彼の弁護士によって署名された手紙にはこの問題についてと何故帰国出来ないのかが記されていた。彼自身は「サンタニとの契約があった5か月の間、給料を受け取る事が出来ず、代理人の佐藤氏に救済を要請したものの、彼ははぐらかすばっかりで、見放されたと感じた。」と述べた。この問題は彼がスペイン語を理解していなかった事、代理人がそういう条項を契約に含めていた事を彼が当時知らなかった事にあると判明した。無報酬であった彼を放出するのに佐藤は契約にあった1万8000米ドルに及ぶ額を支払う事となった。この間の宿泊先と食費はサンタニが提供したものの、彼は孤独やノイローゼによって大きく体重を落としてしまった。終いにはサンタニが用意した場所を捨て、自らの貯金でホテルに宿泊した。彼はその一方でパラグアイサッカー協会には熱心にアピールした。
17日には彼と代理人の双方が合意した事が報じられ、日本へ帰国出来る運びとなった。彼が日本に帰国できない事由を両者で話し合い、誤解を解く事が出来た。互いの主張していた事は以下の通りである。内田は2015年2月から無報酬であり、スペイン語がわからないのにつけこんで報酬を代理人が受け取っていた、特に連絡も無かったと主張していた。佐藤側の代表者は佐藤は2012年、セロ・ポルテーニョPF時代から連絡を取っていたと説明した。更にスペインから連れ出してホテルを取りサンタニに入団させたのは佐藤の手柄である、また1万8000米ドルの支払合意についてもあくまで貸与であると主張していた。結果、内田も誤解があった事を認めた。

### 横浜猛蹴
日本に帰国後、関東サッカーリーグ1部の横浜猛蹴フットボールクラブに加入。背番号は80番。2017年シーズンをもって退団した。

## 出場歴・タイトル

### クラブチーム
アンダーカテゴリー
- 全国高校総体（2007年ベスト4）